# Barbara De Fina
Barbara De Fina (New Jersey, 28 dicembre 1949) è una produttrice cinematografica statunitense, nota per aver collaborato come produttrice a numerosi film di Martin Scorsese.

## Biografia
Di origini miste - il nonno era siciliano e la nonna ungherese - De Fina crebbe in una comunità di immigrati.

## Carriera
Iniziò lavorando nel cinema indipendente a basso budget e si legò al regista Sean Cunningham, producendo con lui il film Spring Break (1983). Successivamente continuò la sua carriera nell’industria dell’intrattenimento come assistente alla produzione, per poi affermarsi come coordinatrice di produzione in film come Il colpo della metropolitana (1974), Una donna tutta sola (1978) e Interiors di Woody Allen (1978).
Collaborò come responsabile di unità con Jay Presson Allen per il film Il principe della città (1981) di Sidney Lumet.
Collaborò anche con Stephen Frears, producendo Hi-Lo Country (1998) e Rischiose abitudini (1990),  oltre a lavorare con altri registi in progetti come Colpo di fulmine (1997) di Matthew Harrison, Conta su di me (2000) di Kenneth Lonergan, The Mesmerist (2002) di Gil Cates Jr., Brides (2004) di Pantelis Voulgaris e Lymelife (2008) di Derick Martini.
De Fina ha inoltre sviluppato il progetto Me, the Mob and the Music, tratto dal libro omonimo di Tommy James e Martin Fitzpatrick, e ha prodotto Cassino a Ischia (2025), diretto da Frank Ciota su sceneggiatura di Joe Ciota.

### Il sodalizio con Scorsese
Conobbe Martin Scorsese durante la lavorazione di Re per una notte (1982), dove supervisionò il montaggio. I due si ritrovarono successivamente per Fuori orario (1985) e si sposarono l’8 febbraio 1985.
In seguito, produsse Il colore dei soldi (1986) assieme a Irving Axelrad. Tra le sue numerose produzioni figurano titoli iconici come il segmento L’ultima tentazione di Cristo (1988), Life Lessons del film New York Stories (1989), Quei bravi ragazzi (1990), Cape Fear - Il promontorio della paura (1991), L’età dell’innocenza (1993), Casinò (1995), Kundun (1997), Al di là della vita (1999), il documentario Il mio viaggio in Italia (1999) e Dangerous Edge (dedicato a Graham Greene).
Fu produttrice esecutiva di Quei bravi ragazzi e Hugo Cabret (2011).
Infine, ha prodotto il celebre videoclip Bad di Michael Jackson, diretto da Martin Scorsese.
Nonostante il divorzio da Scorsese nel 1991, Barbara De Fina ha continuato a collaborare con lui su diversi progetti per molti anni.